# Esad Prcić
Esad Prcić (Tuzla, 18. veljače 1939. – Tuzla, 14. srpnja 2016.), poznati bh. jazz glazbenik, saksofonist i klarinetist iz Tuzle.

## Životopis
Rođen je 18. veljače 1939. godine u Tuzli. U rodnom gradu završio je osnovnu i srednju školu. Od 1956. godine članom je Jazz Big Banda u Tuzli, glazbenog sastava koji je pokrenuo val pozitivnih kulturnih zbivanja. Prcićev jazz sastav ostao je duboko ukorijenjen u kulturu i tradiciju ovog grada. Sa sastavom je svirao i ratnih godina. Pripadao je naraštaju tuzlanskih jazzera koja je pokazala da u Tuzli ima vrsnih glazbenika. Neko vrijeme radio kao zaposlenik Radio Tuzle.